# Cantó de Champigny-sur-Marne-Est
El cantó de Champigny-sur-Marne-Est és un antic cantó francès del departament de Val-de-Marne, que estava situat al districte de Nogent-sur-Marne. Comptava amb part del municipi de Champigny-sur-Marne.
Va desaparèixer al 2015 i el seu territori es va dividir entre el cantó de Champigny-sur-Marne-1 i el cantó de Champigny-sur-Marne-2.

## Municipis
- Champigny-sur-Marne (part)

## Història
| Data d'elecció                           | Identitat          | Partit | Qualitat |
| ---------------------------------------- | ------------------ | ------ | -------- |
| 1976-2001                                | Jean-Louis Bargero | PCF    |          |
| 2001-                                    | Marie Kennedy      | PCF    |          |
| les dades anteriors no són pas conegudes |                    |        |          |
|                                          |                    |        |          |

## Demografia
| A partir de 1990: Població sense dobles comptes |